# Noli me tangere (obraz Fra Angelica)
Noli me tangere – obraz włoskiego malarza religijnego wczesnego renesansu Fra Angelico.
Fra Angelico, na zlecenie swoich braci zakonników dominikanów, wykonał szereg fresków w ich celach i na korytarzach w budynku konwentu San Marco we Florencji. W pracach pomagali mu jego uczniowie.
W pierwszej celi namalował scenę z Ewangelii św. Jana (J 20,14–18) opisującą spotkanie Marii Magdaleny z Chrystusem przed otwartym grobem. Początkowo Maria wzięła Jezusa za ogrodnika, lecz później rozpoznała w nim Zmartwychwstałego. Gdy chciała go dotknąć, on przemówił do niej słowami Noli me tangere (Nie dotykaj mnie lub Nie zatrzymuj mnie).

## Opis i symbolika obrazu
Fra Angelico przedstawił Jezusa ubranego w białą szatę, w otoczonym murem ogrodzie z motyką na ramieniu, która nawiązuje do pierwotnej pomyłki Magdaleny. Gestem powstrzymującym klęczącą Marię, odsuwa się od niej. Wokół nich rosną czerwone kwiaty. Fra Angelico, obok innych malarzy florenckich np. Botticellego, uważany był za wyznawcę hermetyzmu. Na swoich obrazach często umieszczał ezoteryczne symbole. Jednym z nich był czerwony X, który symbolizował jedyną prawdę przeciwstawną hierarchii Kościoła katolickiego. Według ikonografii chrześcijańskiej czerwony kolor kwiatów miał nawiązywać do sączącej się krwi z rany stóp Chrystusa widocznej na obrazie. Pomiędzy nimi znajdują się trzy czerwone kwiaty w kształcie X. Znajdują się one dokładnie pod lewą ręką Marii Magdaleny. Takie umieszczenie przez zwolenników ezoteryzmu i herezji było kojarzone z lewą stroną genealogii królewskiego rodu.
 Maria Magdalena została przedstawiona przez Angelico w czerwieni, co jest charakterystyczne dla obrazów średniowiecznych.